# Masaki Tsuchihashi
Masaki Tsuchihashi (jap. 土橋 正樹, Tsuchihashi Masaki; * 23. Juli 1972 in Yokohama, Präfektur Kanagawa) ist ein ehemaliger japanischer Fußballspieler.

## Nationalmannschaft
1996 debütierte Tsuchihashi für die japanische Fußballnationalmannschaft.

## Errungene Titel
- J. League Cup: 2003